# Lair (匿名掲示板)
Lair（レア）とは、P2P型の匿名電子掲示板である。

## 概要
発言者、読者ともに追跡できなくするP2P型の匿名電子掲示板である。LairネットワークのバックエンドにTorを使用しており、通常のTCP接続に加えて使用することで匿名性を向上させている。更に、I2Pも併用して使用する事ができ、一段と匿名性を高める事ができる。
また、万が一TorやP2Pの匿名性に問題が起きても、プロクシ接続ができるネットワークがあればそちらを使用することで匿名性を維持することができる。
ネットワークの仕組みに分散ハッシュテーブルを採用し、匿名性を向上させるように分散ハッシュテーブルが調整されている。

## 秘匿性と匿名性
2014年2月の時点では、Lairの通信内容の秘匿性や発言者の匿名性を脅かす解析ソフトやクローラなどは公開されていない。

## Amoebaとの関係について
Amoebaとは同じ開発者が開発しているP2P型匿名ファイル共有ソフトである。AmoebaとLairは同じプロジェクト「Alliance Network」から生まれたソフトでありGUIなど類似する部分がある。
連携内容
サインを共有して使用することが可能
Lair上に投稿されたSeedを認識してリンクを設置して必要があればAmoebaへSeedを送りダウンロード登録を行える

## セクションについて
セクションは、Lair1.xから導入された機能である。この機能により、発言者は必ず固有のサインを作らなければならなくなった。
導入背景
以前のバージョンのLairには「許可リスト」と呼ばれる自治機能が存在したが、匿名性の観点からLairには識別子で書き込み者を組み付ける機能を導入できない。セクションは、この機能では自治できないと判断した開発者が作った自治機能である。
リーダー選出について
誰でもリーダーになることはできるが、読者がどのリーダーを選ぶかは自由であり、適切な管理をしていないリーダーは読者の減少が考えられ影響力も比例して減少する。
マネージャーの過負担について
マネージャーは、新規の者を発見するために意図的にトラスト機能をオフにして閲覧している。そのため、常に荒らしのメッセージと向き合う必要性がある。大量のスパムメッセージが来た場合、その中からトラストをする利用者を見つけるのは困難である。
セクション機能への批判
セクション機能は、自治機能は向上したが利便性が損なわれ批判もあった（例えば、「発言をする際にトラストをしてもらう必要がある」など）。

## ネットワークへの妨害行為
2014年2月時点では、Lairネットワークへのスパム攻撃が続いている。なお、攻撃による被害はトラスト機能により最小限に食い止められている。
影響
ネットワークの流通が遅くなる
通信量の増大
マネージャーの負担増大
新規トラストの滞り

## サインについて
Lair上のサインは、トリップ (電子掲示板)と類似した機能である。LairのサインはAmoebaと同じもので共有することができる。
サインの構成
任意の文字列@生成されたランダムな文字列
匿名性とサイン
Lairネットワーク上で現実世界の自分の個人情報などを流さない限りLairサインと現実世界との関連づけは困難である。
しかし、複数のメッセージを比較して性格傾向から性別や国籍、年齢などが特定される可能性はある。

## 用語
セクション
Lairネットワークの1つのコミュニティ単位である。セクションごとに自治が行われる。
リーダー
セクション内の自治権の中での最高権威である。セクション内のクリエイター・マネージャーを選出することができる。
クリエーター
セクション内の自治権の1つである。セクション内のチャンネルの管理権で、チャンネルの設置、削除、トピック編集が行える。
マネージャー
セクション内の自治権の1つである。セクションのサインの管理権で、信頼できるサイン（トラスト）を登録したり削除したりすることができる。
トピック
チャンネル単位で設定する書き込みである。主にチャンネルの趣旨やルールなどを載せることを目的とした機能である。クリエイター権限を持つサインが編集できる。
トラスト
セクション単位で設定される信頼サインリスト。荒らしなどからコミュニティを守るための機能である。トラストされていないサインで書き込まれたメッセージを非表示にすることができる。